# Classificació de la Copa del Món de futbol 2010-CONCACAF
Per a la Copa del Món de Futbol 2010, la CONCACAF té tres places d'accés directe i una altra que haurà de disputar contra el cinquè classificat de la CONMEBOL.
Aquestes places se les jugaran els 35 equips associats a la CONCACAF;  Guadeloupe,  Guaiana Francesa,  Martinica,  Saint-Martin i Plantilla:F Saint Maarten són membres associats i no són membres de la FIFA pel qual no hi participen.
Els equips participants es van dividir en tres grups en funció de la seva posició a la classificació mundial de la FIFA el maig del 2007. El primer grup, amb els 13 millors classificats, va passar directament a la segona ronda. Mentre que els altres es van enfrontar en una primera ronda l'eliminatòries d'anada i tornada.

## Primera ronda
| Partit | Equip 1                      | Resultat global | Equip 2                  | Resultat anada | Resultat tornada |
| ------ | ---------------------------- | --------------- | ------------------------ | -------------- | ---------------- |
| 1      | Dominica                     | 1:2             | Barbados                 | 1:1            | 0:1              |
| 2      | Illes Turks i Caicos         | 2:3             | Saint Lucia              | 2:1            | 0:2              |
| 3      | Bermudes                     | 4:2             | Illes Caiman             | 1:1            | 3:1              |
| 4      | Aruba                        | 0:4             | Antigua i Barbuda        | 0:3            | 0:1              |
| 5      | Belize                       | 4:2             | Saint Kitts i Nevis      | 3:1            | 1:1              |
| 6      | Bahames                      | 3:1             | Illes Verges Britàniques | 1:1            | 2:0              |
| 7      | República Dominicana         | 0:1             | Puerto Rico              | ---            | 0:1              |
| 8      | Illes Verges Nord-americanes | 0:10            | Grenada                  | ---            | 0:10             |
| 9      | Surinam                      | 7:1             | Montserrat               | ---            | 7:1              |
| 10     | El Salvador                  | 16:0            | Anguilla                 | 12:0           | 4:0              |
| 11     | Nicaragua                    | 0:3             | Antilles Neerlandeses    | 0:1            | 0:2              |

## Segona ronda
| Partit | Equip 1                        | Resultat global | Equip 2               | Resultat anada | Resultat tornada |
| ------ | ------------------------------ | --------------- | --------------------- | -------------- | ---------------- |
| A      | Estats Units                   | 9:0             | Barbados              | 8:0            | 1:0              |
| B      | Guatemala                      | 9:1             | Saint Lucia           | 6:0            | 3:1              |
| C      | Trinitat i Tobago              | 3:2             | Bermudes              | 1:2            | 2:0              |
| D      | Antigua i Barbuda              | 3:8             | Cuba                  | 3:4            | 0:4              |
| E      | Belize                         | 0:9             | Mèxic                 | 0:2            | 0:7              |
| F      | Jamaica                        | 13:0            | Bahames               | 7:0            | 6:0              |
| G      | Hondures                       | 6:2             | Puerto Rico           | 4:0            | 2:2              |
| H      | Saint Vincent i les Grenadines | 1:7             | Canadà                | 0:3            | 1:4              |
| I      | Grenada                        | 2:5             | Costa Rica            | 2:2            | 0:3              |
| J      | Surinam                        | 3:1             | Guyana                | 1:0            | 2:1              |
| K      | Panamà                         | 2:3             | El Salvador           | 1:0            | 1:3              |
| L      | Haití                          | 1:0             | Antilles Neerlandeses | 0:0            | 1:0              |

## Tercera fase (grups)

### Grup 1
| Equip             | Pts | PJ | PG | PE | PP | GF | GC | DG  |
| ----------------- | --- | -- | -- | -- | -- | -- | -- | --- |
| Estats Units      | 15  | 6  | 5  | 0  | 1  | 14 | 3  | +11 |
| Trinitat i Tobago | 11  | 6  | 3  | 2  | 1  | 9  | 6  | +3  |
| Guatemala         | 5   | 6  | 1  | 2  | 3  | 6  | 7  | -1  |
| Cuba              | 3   | 6  | 1  | 0  | 5  | 5  | 18 | -13 |

| 20 d'agost de 2008     | Ciutat de Guatemala | Guatemala         | 0:1 (0:0) | Estats Units      |
| 20 d'agost de 2008     | L'Havana            | Cuba              | 1:3 (0:1) | Trinitat i Tobago |
| 6 de setembre de 2008  | L'Havana            | Cuba              | 0:1 (0:1) | Estats Units      |
| 6 de setembre de 2008  | Port-of-Spain       | Trinitat i Tobago | 1:1 (0:0) | Guatemala         |
| 10 de setembre de 2008 | Ciutat de Guatemala | Guatemala         | 4:1 (1:1) | Cuba              |
| 10 de setembre de 2008 | Bridgeview          | Estats Units      | 3:0 (2:0) | Trinitat i Tobago |
| 11 d'octubre de 2008   | Ciutat de Guatemala | Guatemala         | 0:0       | Trinitat i Tobago |
| 11 d'octubre de 2008   | Washington DC       | Estats Units      | 6:1 (2:1) | Cuba              |
| 15 de novembre de 2008 | Port-of-Spain       | Trinitat i Tobago | 2:1 (0:0) | Estats Units      |
| 15 de novembre de 2008 | L'Havana            | Cuba              | 2:1 (1:0) | Guatemala         |
| 19 de novembre de 2008 | Port-of-Spain       | Trinitat i Tobago | 3:0 (0:0) | Cuba              |
| 19 de novembre de 2008 | Commerce City       | Estats Units      | 2:0 (0:0) | Guatemala         |

### Grup 2
| Equip    | Pts | PJ | PG | PE | PP | GF | GC | DG |
| -------- | --- | -- | -- | -- | -- | -- | -- | -- |
| Hondures | 12  | 6  | 4  | 0  | 2  | 9  | 5  | +4 |
| Mèxic    | 10  | 6  | 3  | 1  | 2  | 9  | 6  | +3 |
| Jamaica  | 10  | 6  | 3  | 1  | 2  | 6  | 6  | +0 |
| Canadà   | 2   | 6  | 0  | 2  | 4  | 6  | 13 | -7 |

| 20 d'agost de 2008     | Toronto          | Canadà   | 1:1 (0:0) | Jamaica  |
| 20 d'agost de 2008     | Ciutat de Mèxic  | Mèxic    | 2:1 (0:1) | Hondures |
| 6 de setembre de 2008  | Montreal         | Canadà   | 1:2 (1:0) | Hondures |
| 6 de setembre de 2008  | Ciutat de Mèxic  | Mèxic    | 3:0 (2:0) | Jamaica  |
| 10 de setembre de 2008 | Tuxtla Gutierrez | Mèxic    | 2:1 (0:0) | Canadà   |
| 10 de setembre de 2008 | San Pedro Sula   | Hondures | 2:0 (0:0) | Jamaica  |
| 11 d'octubre de 2008   | San Pedro Sula   | Hondures | 3:1 (1:0) | Canadà   |
| 11 d'octubre de 2008   | Kingston         | Jamaica  | 1:0 (1:0) | Mèxic    |
| 15 de novembre de 2008 | Kingston         | Jamaica  | 1:0 (1:0) | Hondures |
| 15 de novembre de 2008 | Edmonton         | Canadà   | 2:2 (1:1) | Mèxic    |
| 19 de novembre de 2008 | San Pedro Sula   | Hondures | 1:0 (0:0) | Mèxic    |
| 19 de novembre de 2008 | Kingston         | Jamaica  | 3:0 (1:0) | Canadà   |

### Grup 3
| Equip       | Pts | PJ | PG | PE | PP | GF | GC | DG  |
| ----------- | --- | -- | -- | -- | -- | -- | -- | --- |
| Costa Rica  | 18  | 6  | 6  | 0  | 0  | 20 | 3  | +17 |
| El Salvador | 10  | 6  | 3  | 1  | 2  | 11 | 4  | +7  |
| Haití       | 3   | 6  | 0  | 3  | 3  | 4  | 13 | -9  |
| Surinam     | 2   | 6  | 0  | 2  | 4  | 4  | 19 | -15 |

| 20 d'agost de 2008     | San José       | Costa Rica  | 1:0 (0:0) | El Salvador |
| 20 d'agost de 2008     | Port-au-Prince | Haití       | 2:2 (0:2) | Surinam     |
| 6 de setembre de 2008  | San José       | Costa Rica  | 7:0 (2:0) | Surinam     |
| 6 de setembre de 2008  | San Salvador   | El Salvador | 5:0 (2:0) | Haití       |
| 10 de setembre de 2008 | Port-au-Prince | Haití       | 1:3 (1:1) | Costa Rica  |
| 10 de setembre de 2008 | Paramaribo     | Surinam     | 0:2 (0:2) | El Salvador |
| 11 d'octubre de 2008   | Paramaribo     | Surinam     | 1:4 (0:2) | Costa Rica  |
| 11 d'octubre de 2008   | Port-au-Prince | Haití       | 0:0       | El Salvador |
| 15 de novembre de 2008 | San José       | Costa Rica  | 2:0 (1:0) | Haití       |
| 15 de novembre de 2008 | San Salvador   | El Salvador | 3:0 (2:0) | Surinam     |
| 19 de novembre de 2008 | San Salvador   | El Salvador | 1:3 (1:2) | Costa Rica  |
| 19 de novembre de 2008 | Paramaribo     | Surinam     | 1:1 (1:1) | Haití       |

## Quarta fase (grup únic)
| Equip             | Pts | PJ | PG | PE | PP | GF | GC | DG  |
| ----------------- | --- | -- | -- | -- | -- | -- | -- | --- |
| Estats Units      | 20  | 10 | 6  | 2  | 2  | 19 | 13 | +6  |
| Mèxic             | 19  | 10 | 6  | 1  | 3  | 18 | 12 | +6  |
| Hondures          | 16  | 10 | 5  | 1  | 4  | 17 | 11 | +6  |
| Costa Rica        | 16  | 10 | 5  | 1  | 4  | 15 | 15 | +0  |
| El Salvador       | 8   | 10 | 2  | 2  | 6  | 9  | 15 | -6  |
| Trinitat i Tobago | 6   | 10 | 1  | 3  | 6  | 10 | 22 | -12 |

| 11 de febrer de 2009  | Columbus        | Estats Units      | 2:0 (1:0) | Mèxic             |
| 11 de febrer de 2009  | San Salvador    | El Salvador       | 2:2 (0:2) | Trinitat i Tobago |
| 11 de febrer de 2009  | San José        | Costa Rica        | 2:0 (0:0) | Hondures          |
| 28 de març de 2009    | Port of Spain   | Trinitat i Tobago | 1:1 (0:0) | Hondures          |
| 28 de març de 2009    | Ciutat de Mèxic | Mèxic             | 2:0 (1:0) | Costa Rica        |
| 28 de març de 2009    | San Salvador    | El Salvador       | 2:2 (1:0) | Estats Units      |
| 1 d'abril de 2009     | San Pedro Sula  | Hondures          | 3:1 (2:0) | Mèxic             |
| 1 d'abril de 2009     | San José        | Costa Rica        | 1:0 (0:0) | El Salvador       |
| 1 d'abril de 2009     | Nashville       | Estats Units      | 3:0 (1:0) | Trinitat i Tobago |
| 3 de juny de 2009     | San José        | Costa Rica        | 3:1 (2:0) | Estats Units      |
| 6 de juny de 2009     | San Salvador    | El Salvador       | 2:1 (1:0) | Mèxic             |
| 6 de juny de 2009     | Chicago         | Estats Units      | 2:1 (1:1) | Hondures          |
| 6 de juny de 2009     | Bacolet         | Trinitat i Tobago | 2:3 (1:1) | Costa Rica        |
| 10 de juny de 2009    | Ciutat de Mèxic | Mèxic             | 2:1 (1:1) | Trinitat i Tobago |
| 10 de juny de 2009    | San Pedro Sula  | Hondures          | 1:0 (1:0) | El Salvador       |
| 12 d'agost de 2009    | Port of Spain   | Trinitat i Tobago | 1:0 (1:0) | El Salvador       |
| 12 d'agost de 2009    | Ciutat de Mèxic | Mèxic             | 2:1 (1:1) | Estats Units      |
| 12 d'agost de 2009    | San Pedro Sula  | Hondures          | 4:0 (1:0) | Costa Rica        |
| 5 de setembre de 2009 | San José        | Costa Rica        | 0:3 (0:1) | Mèxic             |
| 5 de setembre de 2009 | San Pedro Sula  | Hondures          | 4:1 (2:0) | Trinitat i Tobago |
| 5 de setembre de 2009 | Sandy (Utah)    | Estats Units      | 2:1 (2:1) | El Salvador       |
| 9 de setembre de 2009 | Port of Spain   | Trinitat i Tobago | 0:1 (0:0) | Estats Units      |
| 9 de setembre de 2009 | San Salvador    | El Salvador       | 1:0 (0:0) | Costa Rica        |
| 9 de setembre de 2009 | Ciutat de Mèxic | Mèxic             | 1:0 (0:0) | Hondures          |
| 10 d'octubre de 2009  | San José        | Costa Rica        | 4:0 (1:0) | Trinitat i Tobago |
| 10 d'octubre de 2009  | Ciutat de Mèxic | Mèxic             | 4:1 (1:0) | El Salvador       |
| 10 d'octubre de 2009  | San Pedro Sula  | Hondures          | 2:3 (0:0) | Estats Units      |
| 14 d'octubre de 2009  | Port of Spain   | Trinitat i Tobago | 2:2 (1:0) | Mèxic             |
| 14 d'octubre de 2009  | San Salvador    | El Salvador       | 0:1 (0:0) | Hondures          |
| 14 d'octubre de 2009  | Washington DC   | Estats Units      | 2:2 (0:2) | Costa Rica        |

## Repesca amb la CONMEBOL
14 i 18 de novembre del 2009
| Partit | CONCACAF   | Resultat global | CONMEBOL | Resultat anada | Resultat tornada |
| ------ | ---------- | --------------- | -------- | -------------- | ---------------- |
| -      | Costa Rica | 1:2             | Uruguai  | 0:1            | 1:1              |